# Riesen (Steingaden)
Riesen ist ein Ortsteil der Gemeinde Steingaden im oberbayerischen Landkreis Weilheim-Schongau. Das überwiegend landwirtschaftlich geprägte Dorf liegt an der Romantischen Straße zwischen den Gemeinden Steingaden und Peiting und ist auf eine alte Flößereisiedlung zurückzuführen.

## Geographie
Das als Streusiedlung angelegte Dorf liegt ca. 5–6 km nördlich von Steingaden. Es erstreckt sich über ein weites Gebiet, das im Westen an den Steingadener Ortsteil Hirschau und den Lech mit der Litzauer Schleife und im Osten an die beiden Peitinger Ortsteile Grub und Deutenried grenzt. Es ist von vier beliebten Badeseen umgeben – dem Grubsee im Nordosten, dem Deutensee im Osten, welcher sich besonders bei Anglern großer Beliebtheit erfreut, die hier jährlich ein Fischerfest veranstalten, dem Doldensee im Südwesten, der als Moorsee vor allem aufgrund seiner heilenden Wirkung besucht wird, und dem Riesener See im Gebiet des Dorfes.
Die weiten Wiesen, die heute meist zu landwirtschaftlichen Zwecken benutzt werden (vor allem als Viehweiden), entstanden überwiegend durch Waldrodungen der vergangenen Jahrhunderte, so dass mit Ausnahme der hohen Lechufer nur noch wenige Waldgebiete in Riesen anzutreffen sind. Diese Lechufer sind es auch, die dem Ort einst seine Rolle als Flößereisiedlung verliehen, da man hier besonders effektiv Baumstämme in den Strom des Lech leiten konnte, welcher zunächst in Richtung Landsberg am Lech und darauf in Richtung Augsburg fließt.

## Geschichte
Im Zuge der Verwaltungsreformen im Königreich Bayern wurde Riesen 1818 ein Ortsteil der neu gegründeten Gemeinde Lauterbach im Landgericht Schongau. 1939 vereinigte sich diese mit zwei Nachbargemeinden zur Gemeinde Steingaden.

### Namensherkunft
Der Begriff Riesen leitet sich von der Bezeichnung Ries bzw. Riese ab, welche die Rutschbahnen bezeichnet, die Flößer einst zum Befördern von grobem Stammholz aus großen Höhen ins Tal, hier in den Lech, genutzt haben.

## Kultur und Sehenswürdigkeiten
Die sich im Nordwesten Riesens befindliche Litzauer Schleife, die einen der noch wenigen verbliebenen natürlichen Läufe des Lech darstellt, ist ein weiteres häufiges Wanderziel von Touristen. Hier ist eine große Vielfalt an Pflanzen- und Tierarten anzutreffen.
In der Liste der Baudenkmäler in Steingaden sind für Riesen zwei Baudenkmale aufgeführt:
- Die Kapelle (Oberfeld) wurde im Jahr 1868 erbaut.
- Die Holzkapelle (Riesen 18a) stammt vom Ende des 17. Jahrhunderts.